# Claudia Acerenza
Claudia Acerenza, vollständiger Name Claudia Acerenza Maríez, (* 15. Januar 1966) ist eine ehemalige uruguayische Leichtathletin.

## Karriere
Die 1,60 Meter große, aus dem Departamento Florida stammende Acerenza war in den Laufdisziplinen auf den Sprintstrecken aktiv. Sie gewann bei den Leichtathletik-Juniorensüdamerikameisterschaften 1985 Silber über 200 Meter vor ihrer drittplatzierten Schwester Soledad Acerenza.
Sie nahm an den Südamerikaspielen 1986 teil. Dort gewann sie mit der 4-mal-100-Meter-Staffel und der 4-mal-400-Meter-Staffel jeweils die Goldmedaille. In den Einzelwettbewerben sicherte sie sich Silber über 100 Meter und 200 Meter.
Auch war sie Kadermitglied bei den Panamerikanischen Spielen 1987 in Indianapolis. Bei den Spielen 1987 wurde sie 9. über 200 Meter und 6. mit der 4-mal-400-Meter-Staffel.
Sie gehörte dem uruguayischen Aufgebot bei den Olympischen Spielen 1988 in Seoul an. Bei den Spielen trat sie über 100 Meter und 200 Meter an, scheiterte aber jeweils im Vorlauf. An den Südamerikaspielen 1990 nahm sie ebenfalls teil. Bei dieser Austragung in Peru wiederholte verteidigte sie mit den beiden Nationalstaffeln über 100 Meter und 400 Meter die Goldmedaillen der Südamerikaspiele vier Jahre zuvor erfolgreich. Überdies holte sie drei Silbermedaillen in den Einzelwettbewerben über 100 Meter, 200 Meter und 400 Meter. 1991 belegte sie bei den Panamerikanischen Spielen 1991 in Havanna über 200 Meter den 11. Platz. Über 400 Meter wurde sie dort 10. und mit der 4-mal-400-Meter-Staffel erlief sie den 6. Platz.
Bei den Leichtathletik-Weltmeisterschaften 1987 und 1991, sowie bei den Leichtathletik-Hallenweltmeisterschaften 1989 und 1991 kam sie erneut über einen Start in den Vorläufen nicht hinaus. 1994 wurde sie zum dritten Mal in das Aufgebot für die Südamerikaspiele berufen. Überdies nahm sie an den Iberoamerikanischen Meisterschaften 1986, 1988, 1990, 1992 und 1994 teil.
Acerenza ist auch heute (Stand: 15. Juni 2015) noch Inhaberin der uruguayischen Landesrekorde auf der 100- und der 200-Meter-Distanz. Auch ihre Bestmarken auf der 400-Meter-Strecke in der Halle, sowie ihr U20-Rekord über 200 Meter wurden nach wie vor auf nationaler Ebene zeitlich nicht unterboten. Zudem ist sie Mitinhaberin der gültigen Landesrekorde mit der 4-mal-100-Meter-Staffel (bei den Iberoamerikanischen Meisterschaften 1992 in Sevilla) und der 4-mal-400-Meter-Staffel, die sie als Mitglied der Nationalstaffel mitverantwortete.

## Erfolge
- 2. Platz Juniorensüdamerikameisterschaften 1985 - 200 Meter
- 1. Platz Südamerikaspiele 1986 - 4 × 100-m-Staffel und 4 × 400-m-Staffel
- 2. Platz Südamerikaspiele 1986 - 100 und 200 Meter
- 1. Platz Südamerikaspiele 1990 - 4 × 100-m-Staffel und 4 × 400-m-Staffel
- 2. Platz Südamerikaspiele 1990 - 100, 200 und 400 Meter

## Persönliche Bestleistungen
- 100 Meter: 11,54 s, 22. Juli 1988, Mexiko-Stadt
- 200 Meter: 23,78 s, 23. Juli 1988, Mexiko-Stadt[12]
- 400 Meter: 55,82 s, 24. August 1991, Tokio

- 200 Meter (Halle): 25,69 s, 9. März 1991, Sevilla[13]
- 400 Meter (Halle): 56,57 s, 8. März 1991, Sevilla

- 200 Meter (U20): 24,73 s, 15. September 1985, Santiago[14]